# Renault Rusia
Renault Russia (del ruso: Рено Россия ‘Reno Rossiya’‘rʲɪˈno rɐˈsʲijə’), conocida hasta el 2014 como Avtoframos (del ruso: Автофрамос ‘Avtoframos’), es la nueva razón social del conglomerado francés Renault en Rusia. Fue establecida en 1998 desde la planta abandonada de AZLK, y actualmente opera totalmente como una de las subsidiarias de Renault, ahora con sede en Rusia.

## Historia
En julio de 1998, el entonces delegado de la alcaldía de Moscú, Valery Shantsev, y uno de los representantes de la Renault firmaron un acuerdo de creación para una nueva sociedad automovilística (en la figura de una sociedad tipo joint venture) construyenmdo su planta en las instalaciones que originalmente le pertenecieron al anterior fabricante OAO Moskvitch. Renault y las autoridades de la ciudad de Moscú poseen partes iguales en dicha nueva sociedad. El ensamblaje de coches se inició en abril de 1999. Para el año 2005, las instalaciones de dicha planta estaban a capacidad completa de producción 
Para el año 2004, Renault adquiere un 26% del paquete accionario del gobierno municipal de Moscú en la sociedad, En el año 2006 incrementa su participación hasta llegar a una participación total del 94.1%, y en el año 2010 su capacidad instalada dobló su producción hasta los 160.000 coches por año. A fines del 2012, la sociedad francesa adquirió el restante porcentaje de la sociedad en manos de la Alcaldía de Moscú en la sociedad de Avtoframos.
En el mes de julio de 2014, Renault anunció su intención de establecerse en Rusia de manera definitiva, y lo hizo cambiándose la razón social de Avtoframos por la de Renault Rusia, con el fin de fortalecer las relaciones de la matriz con su subsidiaria en el territorio de Rusia, y así demostrar que los autos marcados con el rombo de Renault eran de producción local, y establecerse con sus nuevos y anteriores clientes en Rusia.

## Productos

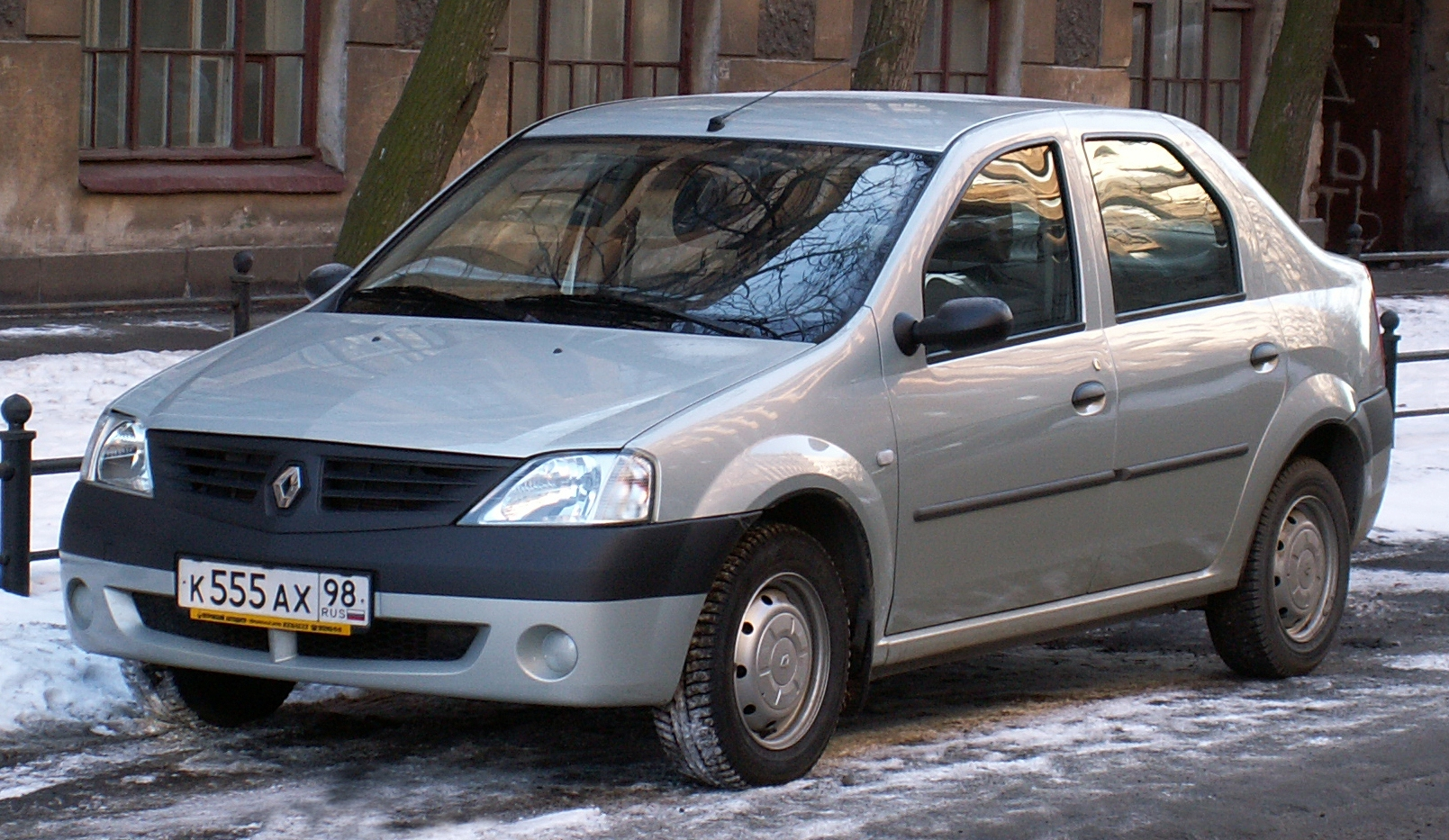
Un Renault Logan de primera serie.

Desde finales del 2002 hasta el 2004, en la planta se produce el Renault Symbol, la versión tres volúmenes del coche Renault Clio.
Desde el año 2005, la planta inició el ensamble del Renault Logan. La producción total en el 2007 sería de 69.000 unidades, llegando a un incremento de hasta 73.000 coches en el 2008.
En el 2009 se inicia la producción del hatchback Renault Sandero, seguida por la del todoterreno Renault Duster en el 2011.
En el 2013, los coches fabricados en las instalaciones de la compañía llegaron hasta los 195,112 vehículos, entre los que se destacan los coches Duster, Mégane, Fluence, Logan y el Sandero.

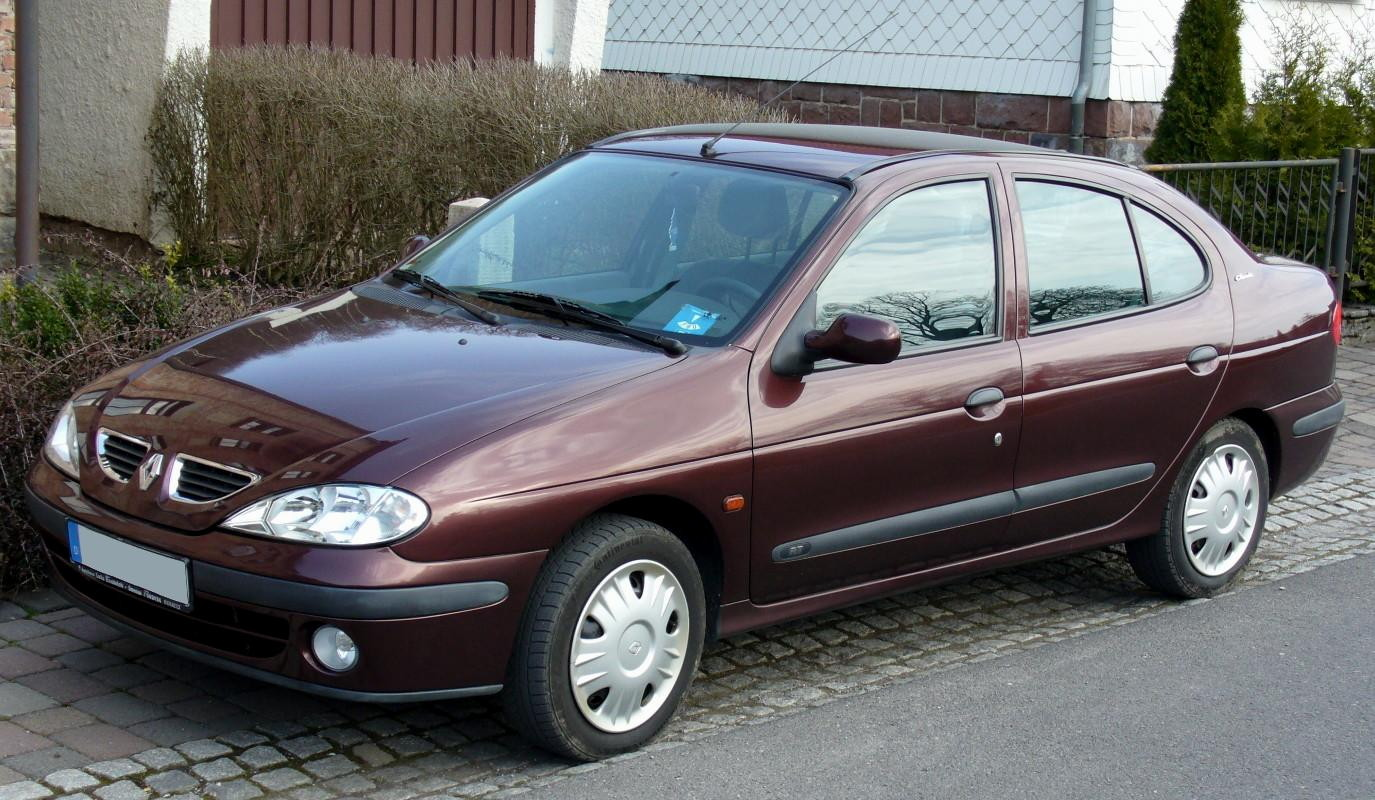
Renault Mégane 1999-2002
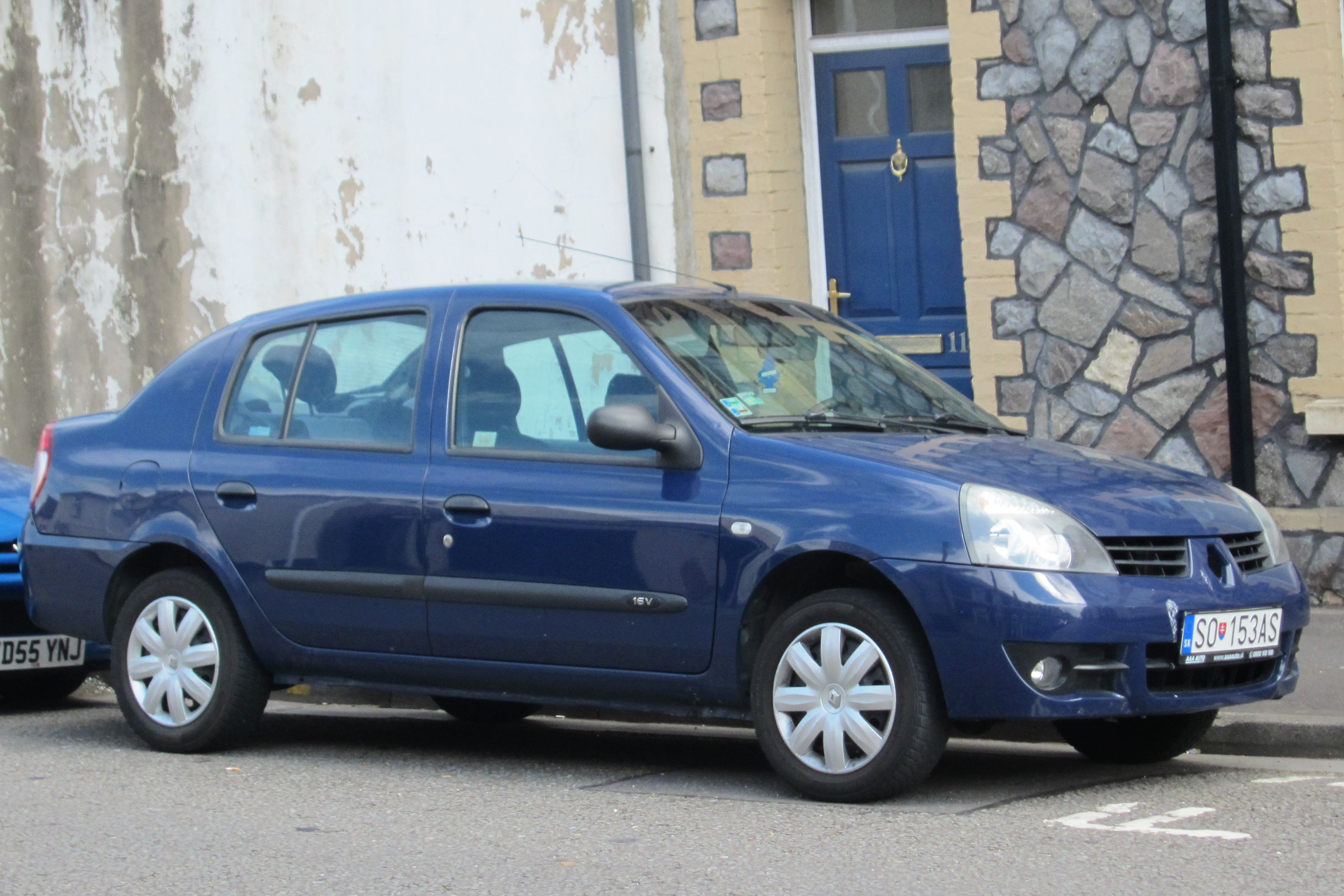
Renault Symbol 2002-2004
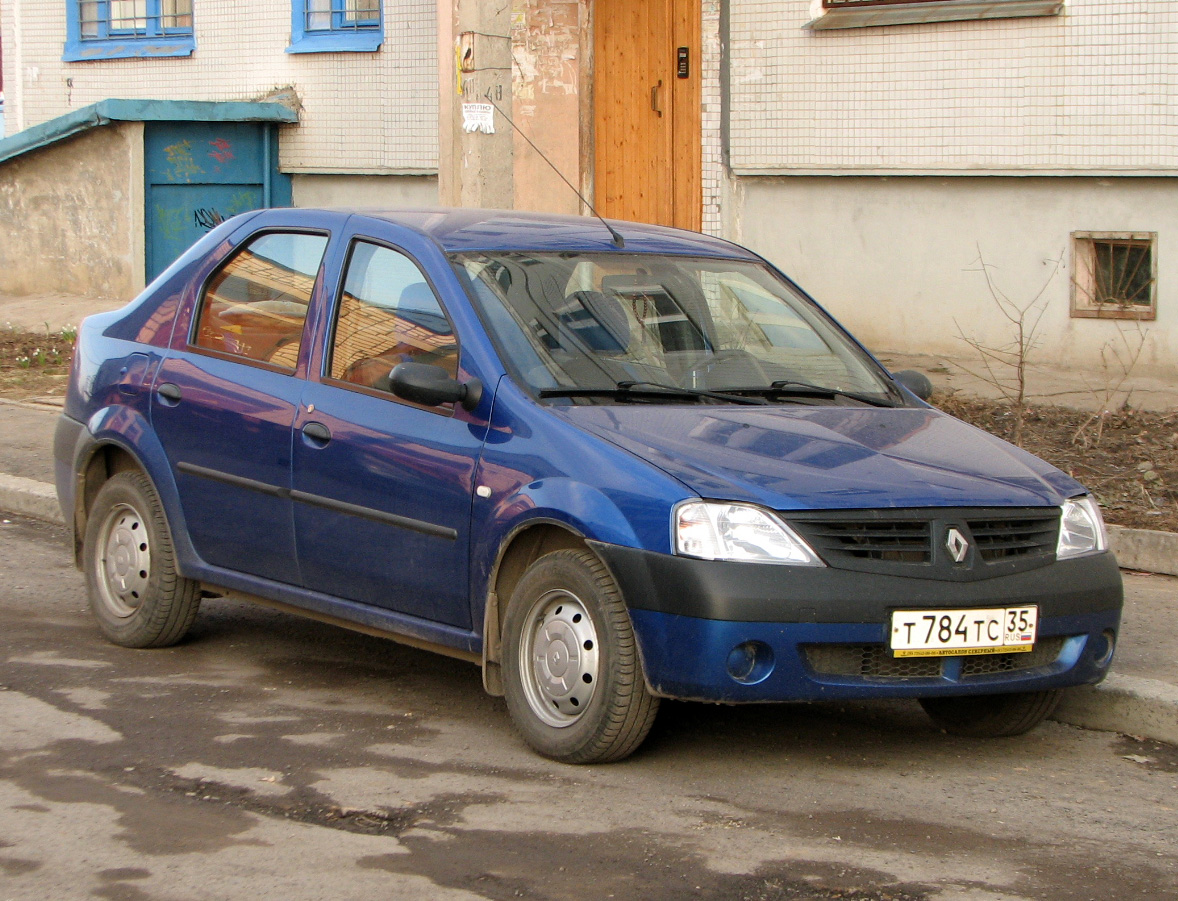
Renault Logan 2005-2008
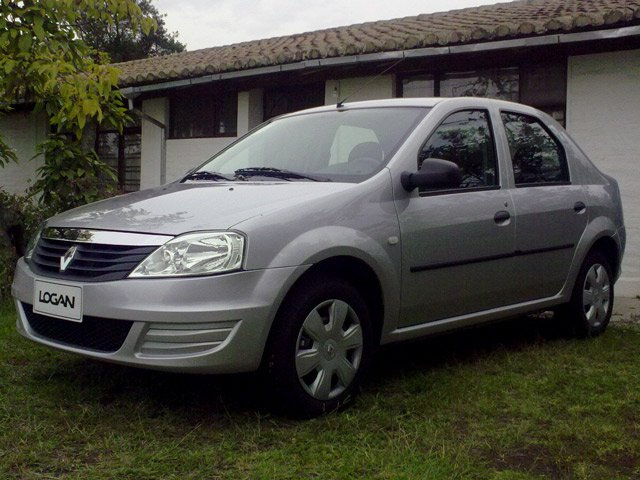
Renault Logan 2008–actualmente
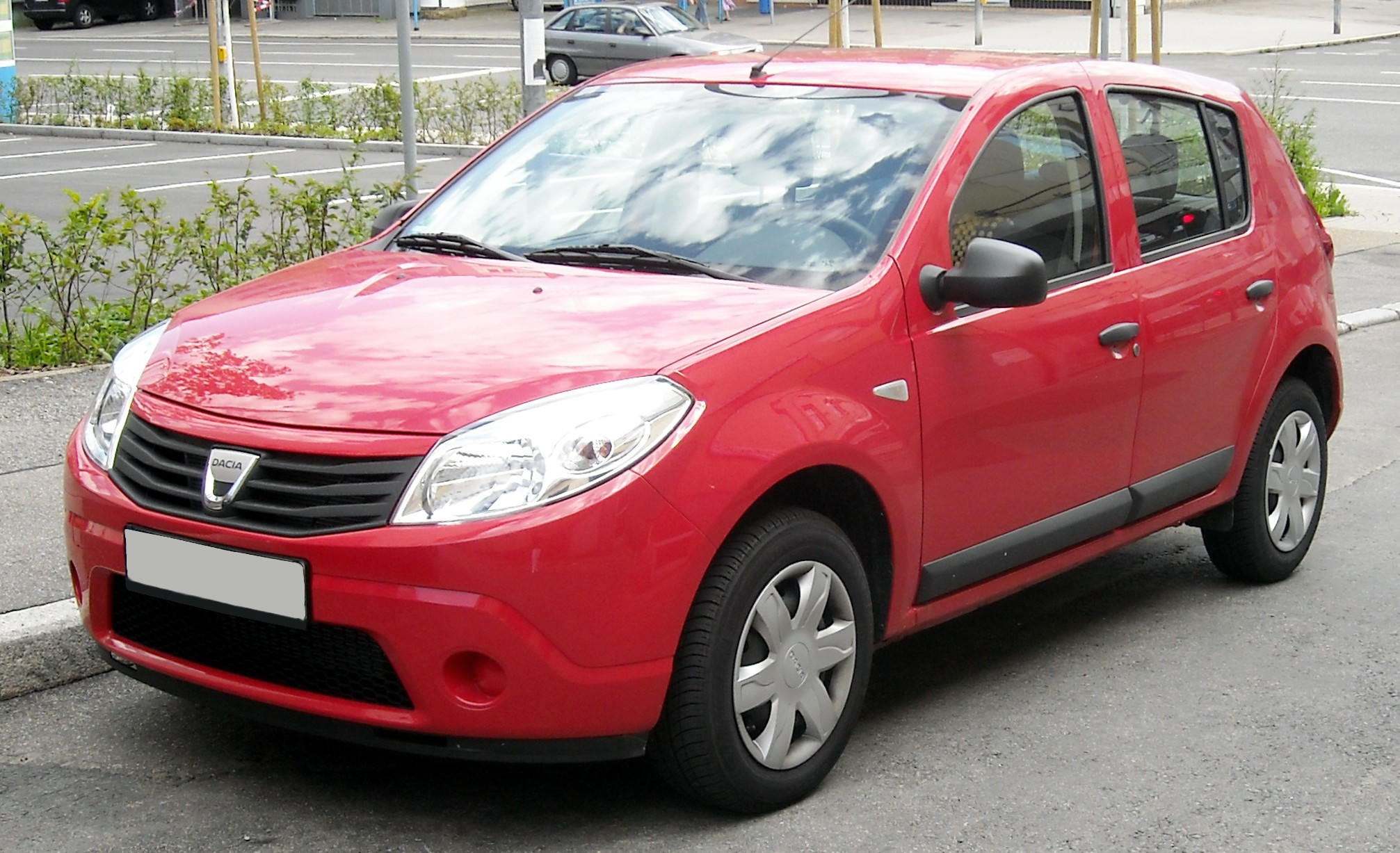
Renault Sandero 2009-2014
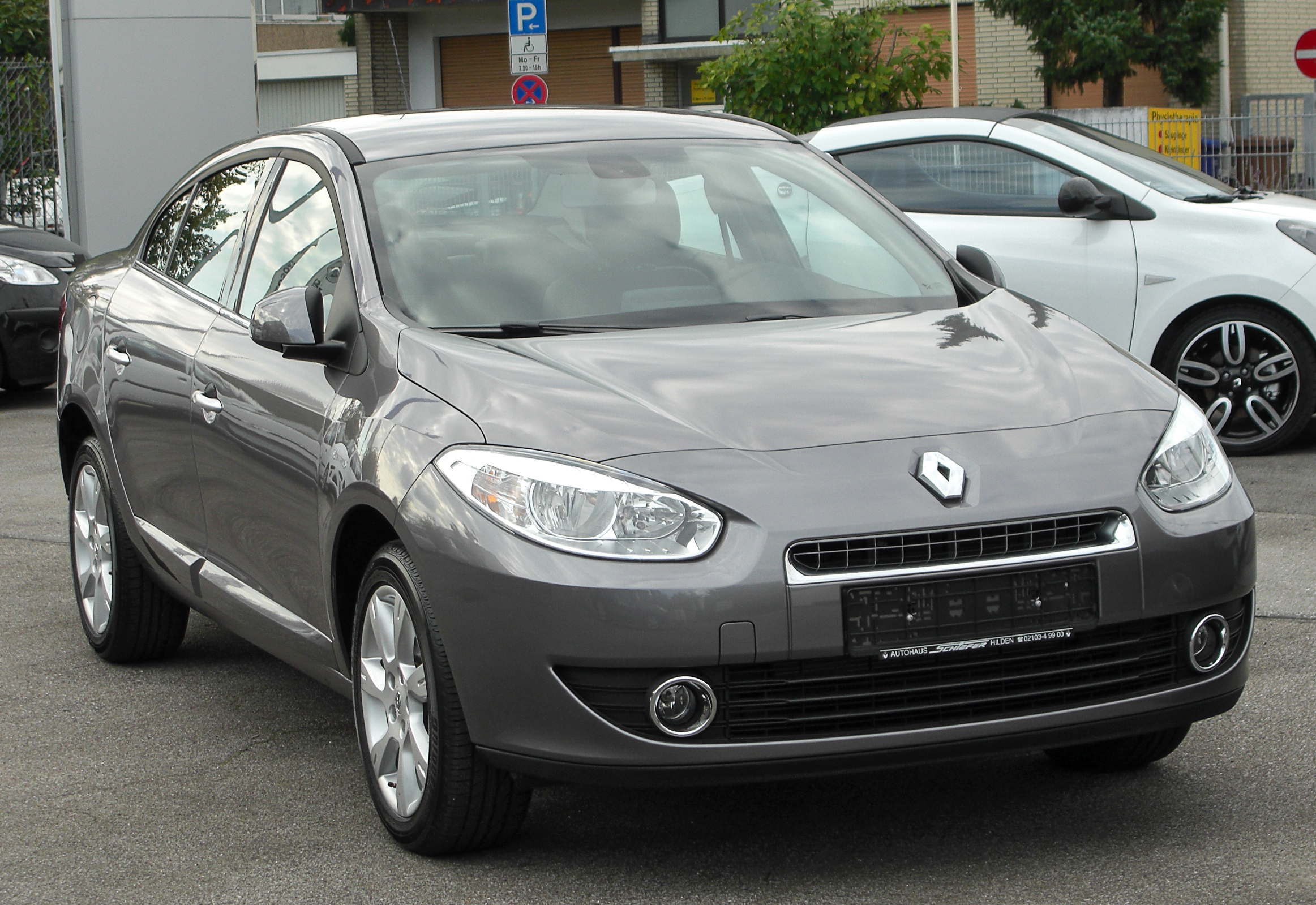
Renault Fluence 2010–present
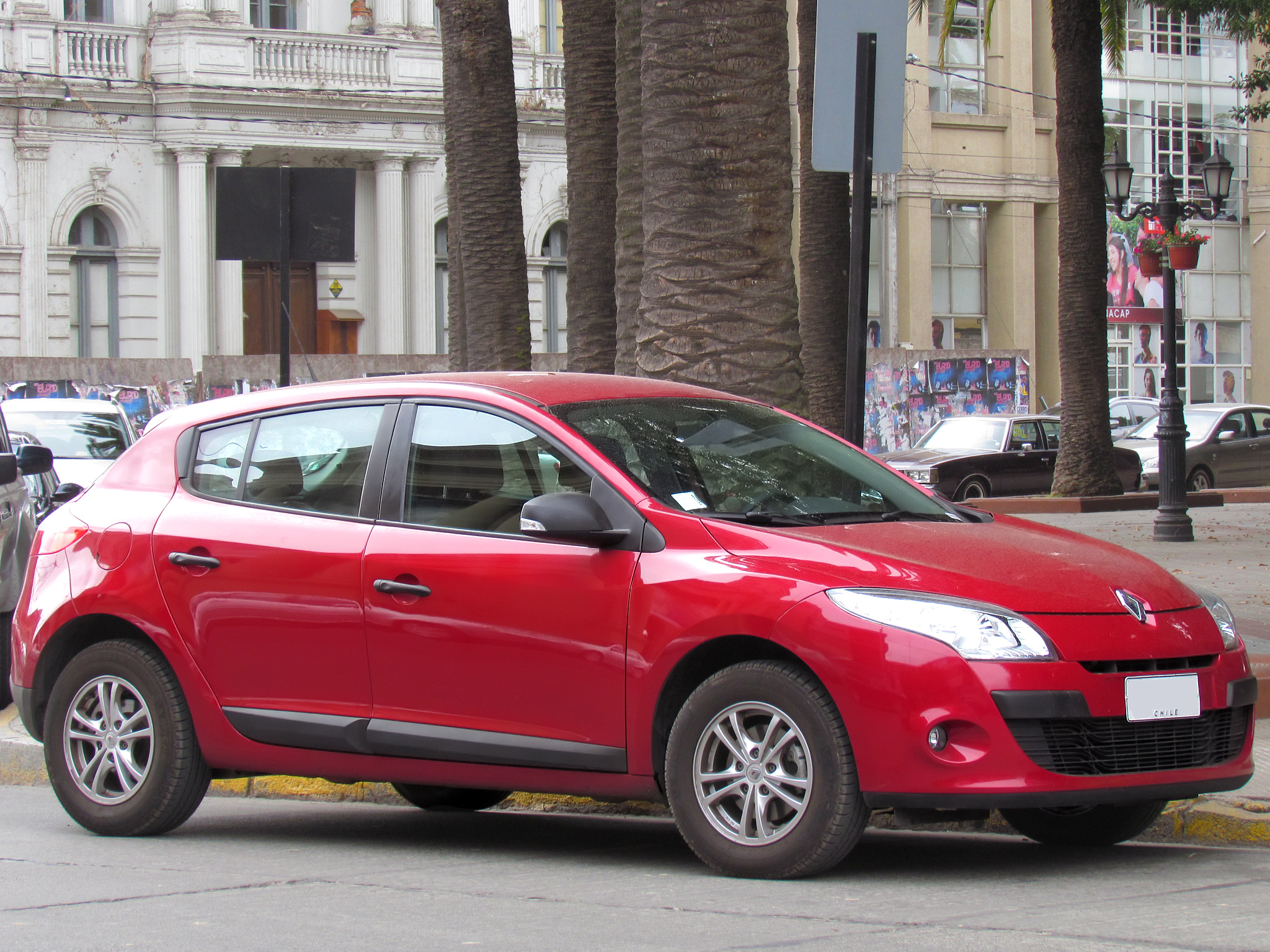
Renault Mégane 2010–actualmente
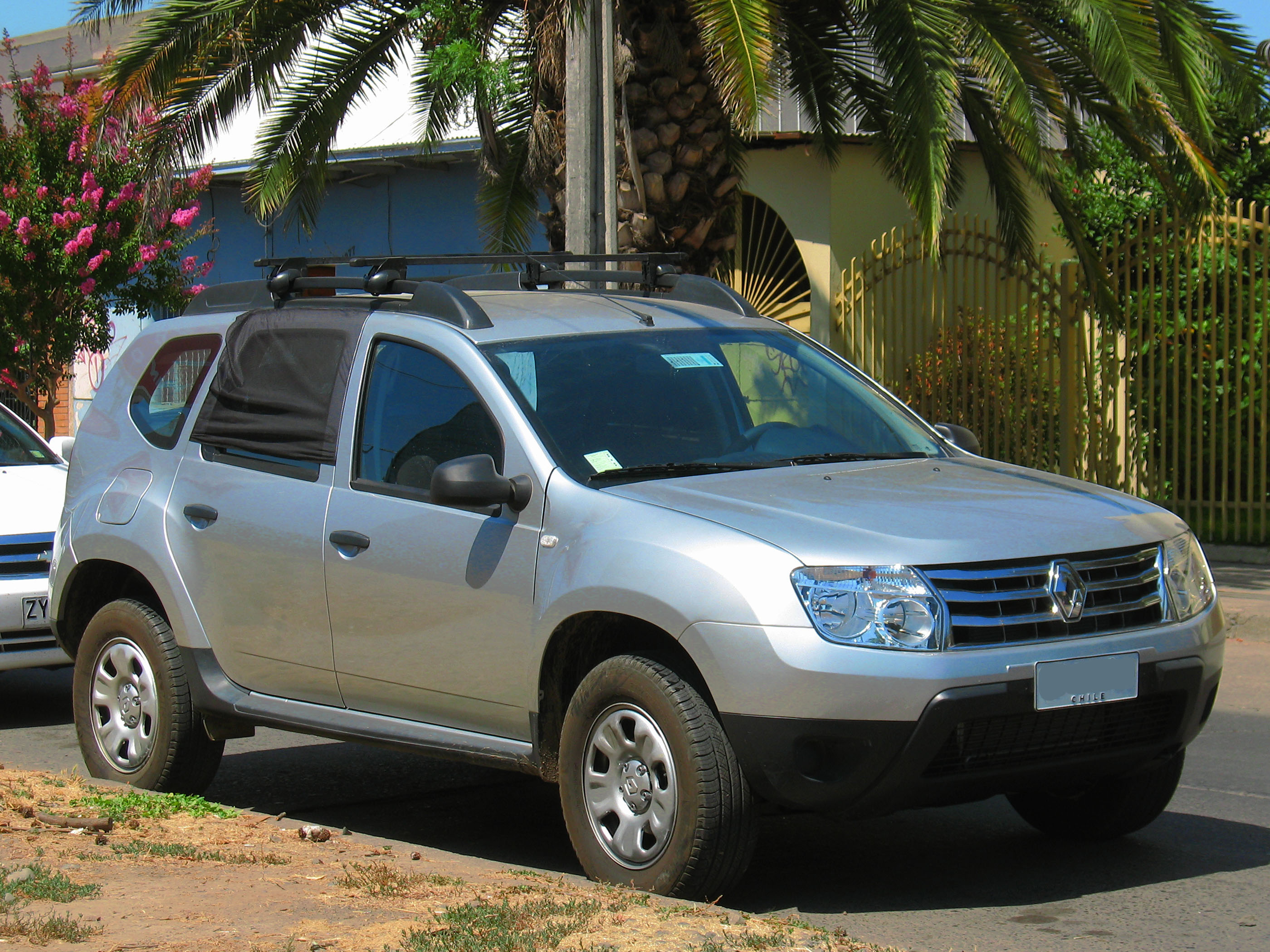
Renault Duster 2011–actualmente
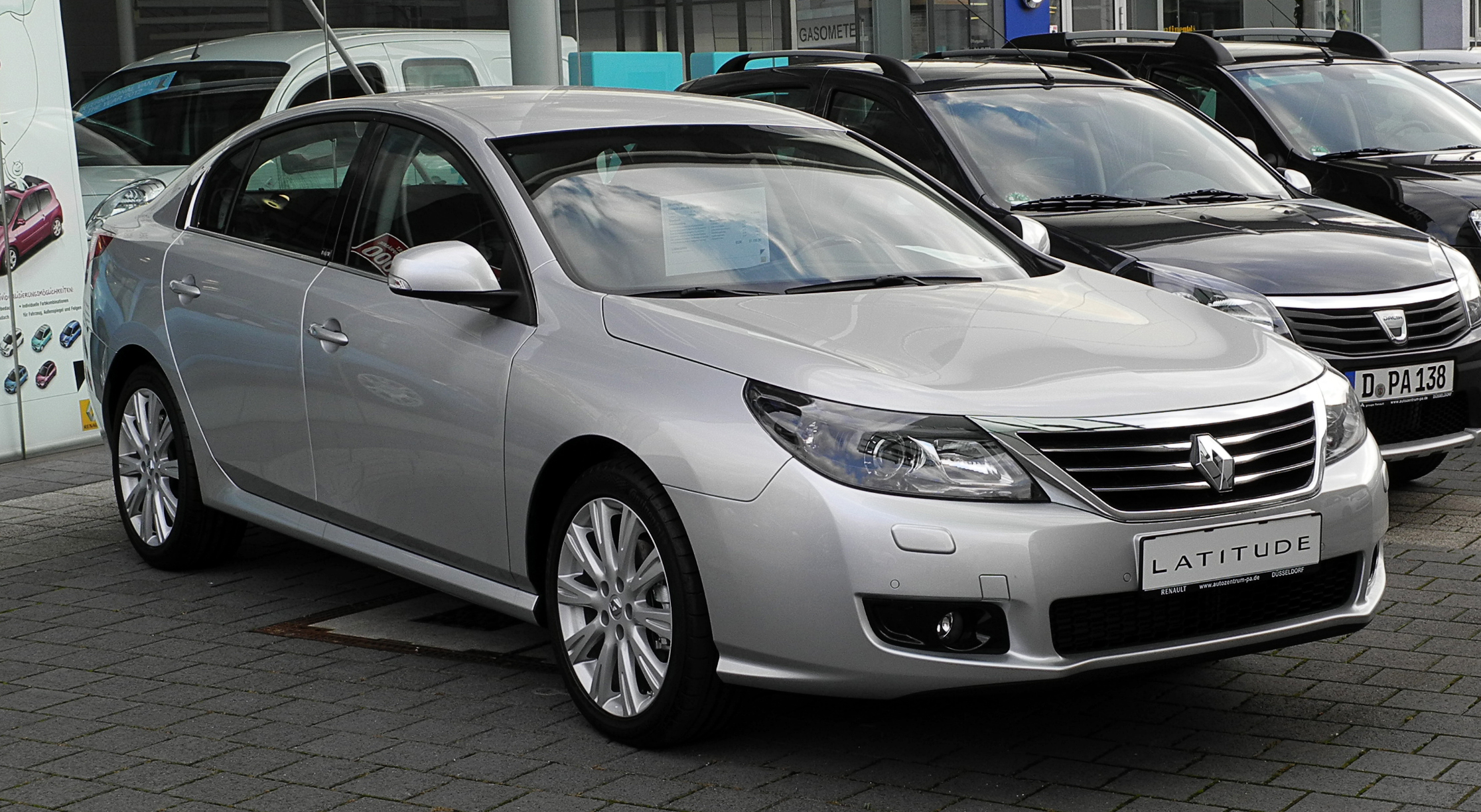
Renault Latitude 2011-2014
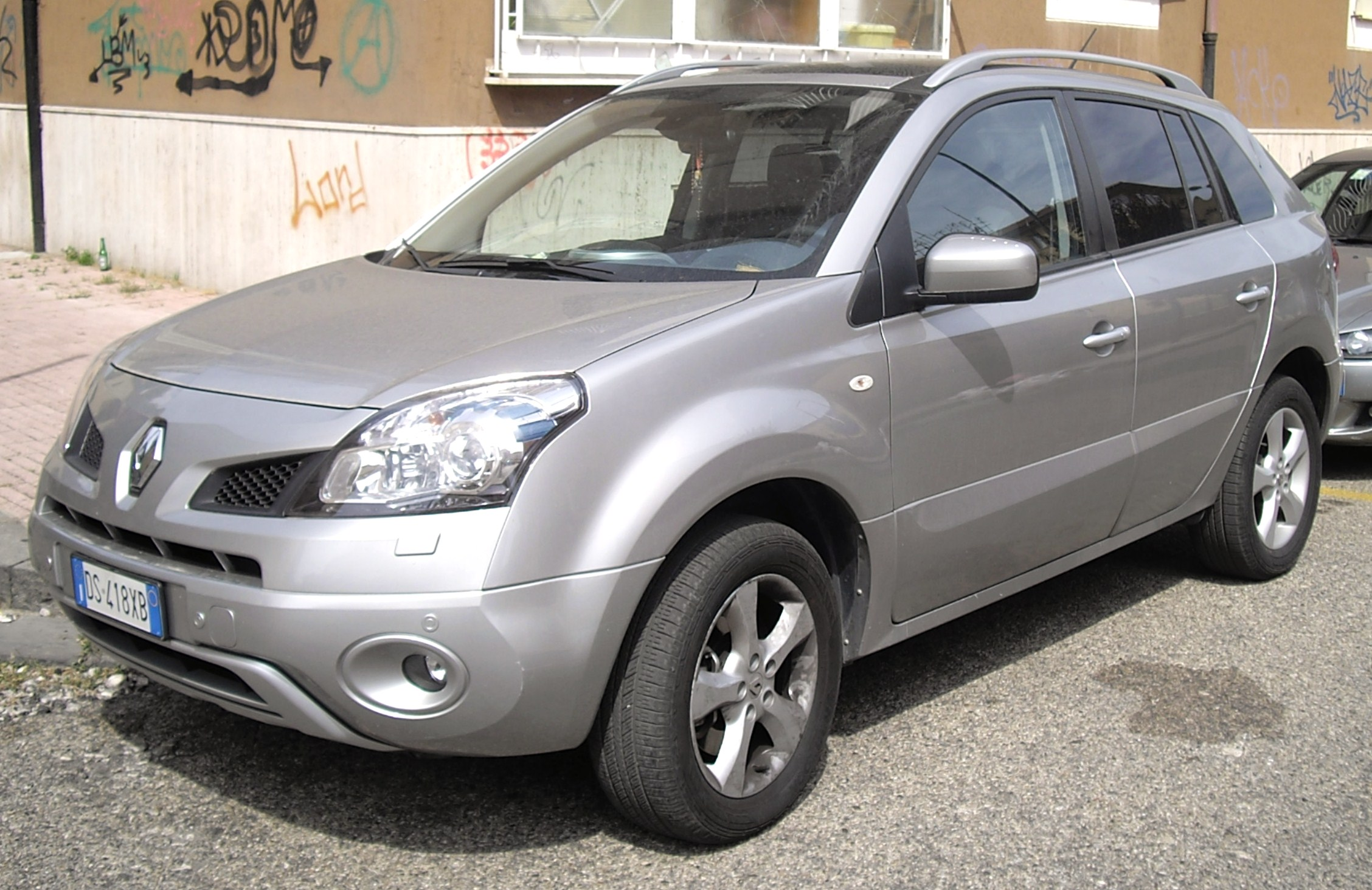
Renault Koleos 2012-2014
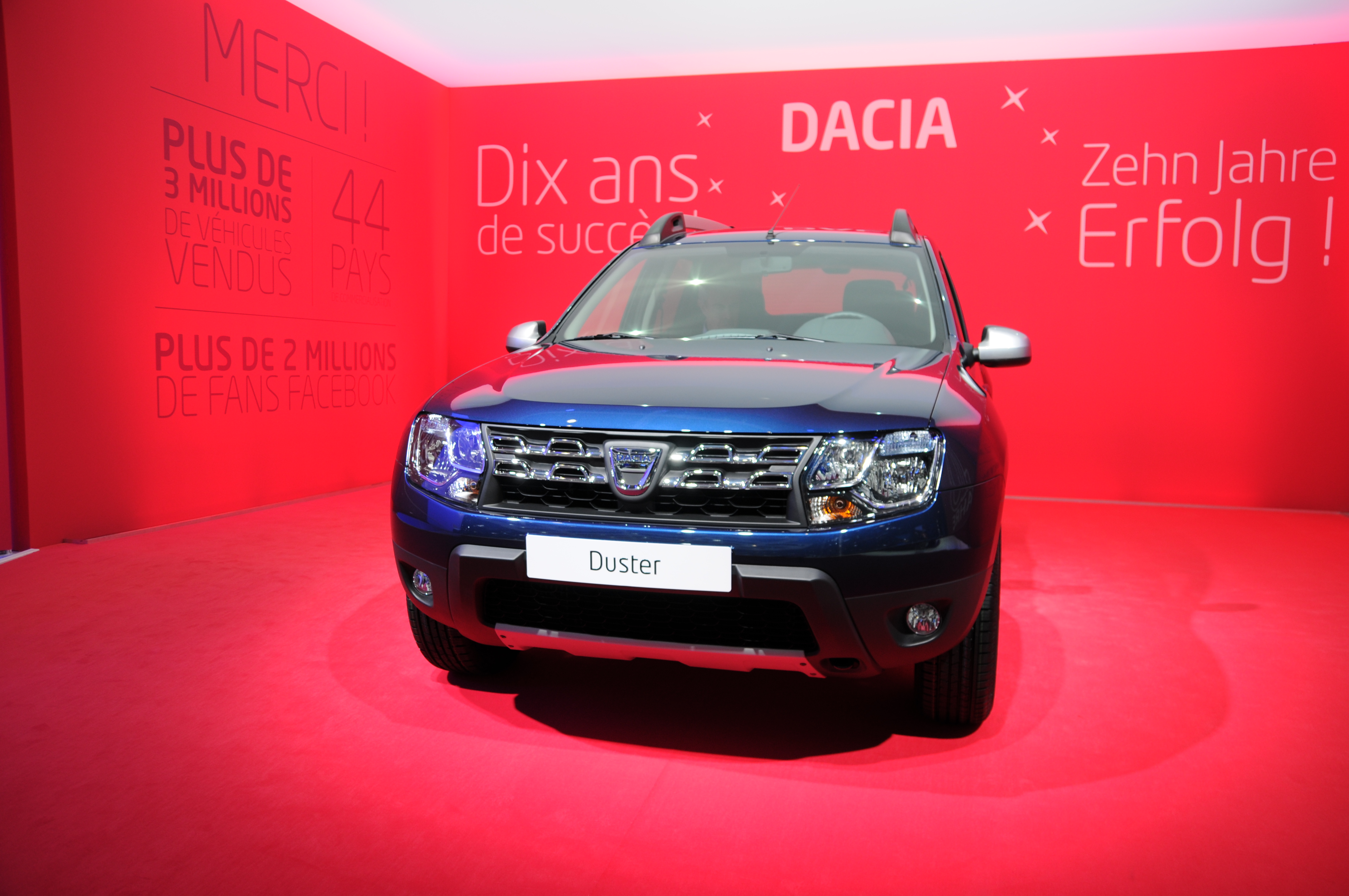
Renault Duster, todoterreno altamente basado en el Nissan Terrano. 2014–actualmente

### Desarrollos relacionados
- AvtoVAZ

### Empresas filiales/Partnership similares
- Renault de Argentina
- Renault do Brasil
- Sofasa
- Revoz
- FASA-Renault
- Nissan Mexicana
- Samsung Motors
- Nissan
 Datsun
- Dacia

### Listas relacionadas
- Modelos de Renault